# Selective Service System

Sceau du Selective Service System.

Le Selective Service System (« système de service sélectif », SSS) est une agence indépendante du gouvernement des États-Unis qui gère une base de données des citoyens américains enregistrés et d'autres résidents américains potentiellement soumis à la conscription (service militaire).
Bien que l'armée américaine soit actuellement une force entièrement composée de volontaires, l'enregistrement est toujours requis pour la planification d'urgence et la préparation de deux types de conscription : une conscription générale basée sur des listes d'enregistrement de personnes assignées de sexe masculin à la naissance, âgées de 18 à 25 ans, et une conscription spéciale « de compétences » basée sur des listes de licences professionnelles de travailleurs dans des professions de santé.
Dans l'un ou l'autre type de conscription, le système de service sélectif envoie des avis d'intégration, statue sur les demandes d'ajournement ou d'exemptions et assigne les recrues classées comme « objecteurs de conscience » à un service militaire alternatif.
Tous les citoyens américains de sexe masculin et les immigrants non-citoyens âgés de 18 à 25 ans sont tenus par la loi de s'être enregistrés dans les 30 jours suivant leur 18e anniversaire et doivent en informer le SSS dans les dix jours de tout changement apporté aux informations qu'ils ont fournies sur leurs cartes d'enregistrement, comme typiquement un changement d'adresse. L'inscription au SSS peut être requise pour divers programmes et avantages fédéraux, notamment la formation professionnelle, l'emploi fédéral et la naturalisation.
Les réglementations de cette agence indépendante sont codifiées au titre 32 du Code des règlements fédéraux, chapitre XVI.

## Voir aussi

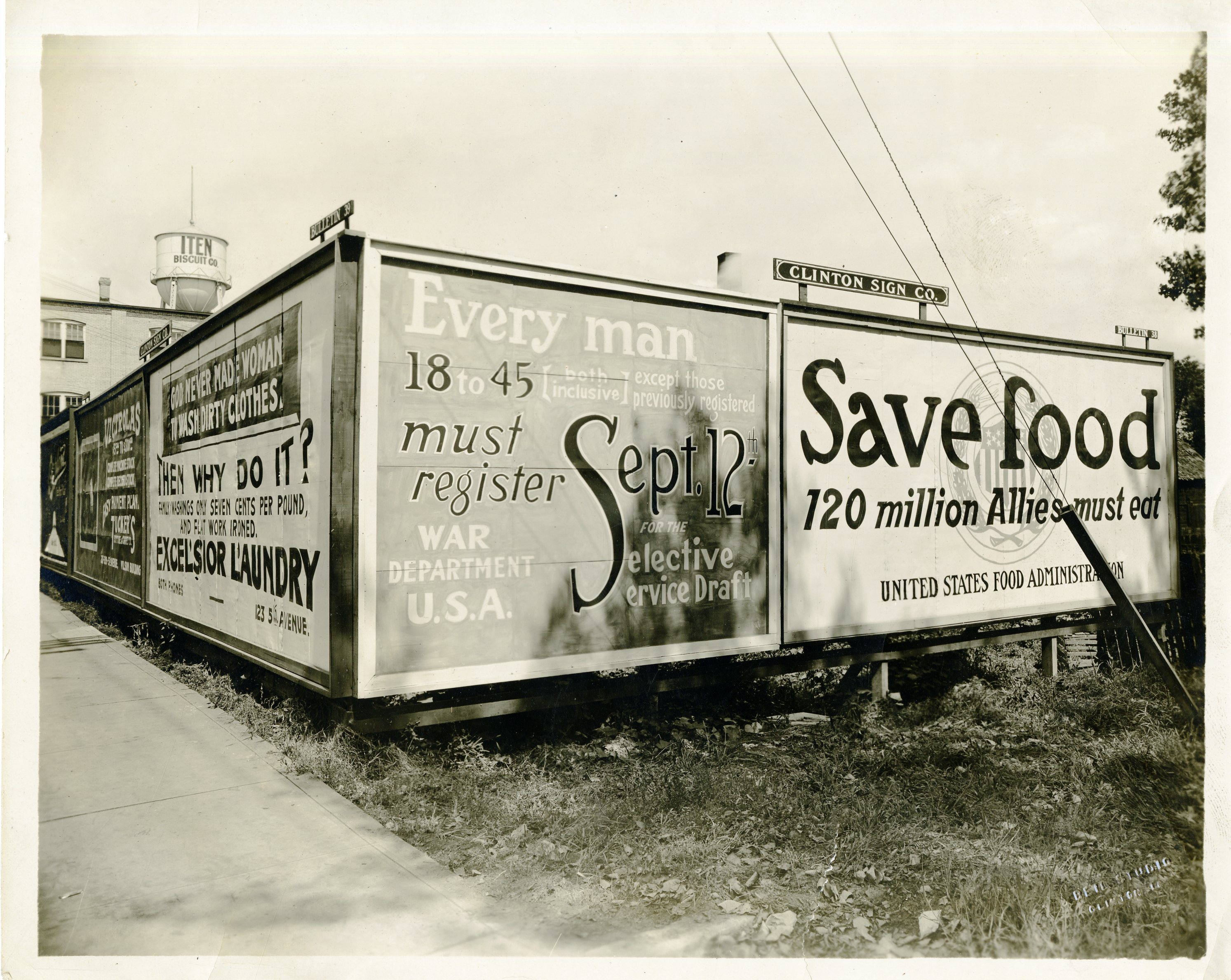
Panneau pour le SSS (gauche) à Clinton vers la fin des années 1910.